# كير (الرشيدية)
 كير  (بالإنجليزية: GUIR)‏ هي جماعة قروية تابعة لإقليم الرشيدية ضمن جهة مكناس تافيلالت بالمغرب.  بلغ مجموع عدد سكان  كير  حسب إحصاءات 2004 حوالي 3499  نسمة  يعيشون في 668  أسرة.

## إحصاء عام
| السنة | عدد السكان | عدد الأسر | عدد الأجانب |
| ----- | ---------- | --------- | ----------- |
| 1994  | 4716       | 857       | °°°°        |
| 2004  | 3499       | 668       | 0           |